# آرامگاه داریوش دوم
آرامگاه داریوش دوم گوری صخره‌ای در کوه حاجی‌آباد نقش رستم است که در بلندای ۲۶ متری از تراز زمین جای گرفته است. داریوش دوم در سال ۴۲۳ پیش از میلاد به تخت نشست و پس از ۲۰ سال پادشاهی، در سال ۴۰۴ پیش از میلاد به مرگ طبیعی درگذشت و در این آرامگاه که در دل کوهی سنگی تراشیده بود جای گرفت.
این آرامگاه در فاصلهٔ ۳۳ متری سمت جنوب‌غربی آرامگاه اردشیر یکم و به شکل چلیپا تراشیده شده است. در بخش بالایی چلیپا، نماد فروهر و ماه، نقش شده و در پایین آن اردشیر یکم در حالی که دستش را به سوی فروهر و آتشدانی که روبه‌رویش قرار دارد دراز کرده، حکاکی شده است. در زیرپای شاه اورنگی که مردم سرزمین‌های گوناگون بر دوش دارند، قرار دارد.
نمای آرامگاه دقیقاً روبه‌روی بنای موسوم به کعبه زرتشت قرار دارد که ۴۵ متر دورتر از آن، برپای می‌باشد، ولی این موقعیت از روی عمد انتخاب نشده بوده، زیرا فاصلهٔ میان آرامگاه داریوش بزرگ و آرامگاه اردشیر اول ۳۷ متر است و همین فاصله در انتخاب آرامگاه بعدی نیز رعایت شده است، در نتیجه قرار گرفتن بنای کعبه زرتشت در جلوی آرامگاه، عمدی نبوده است.
درون آرامگاه تقریباً شبیه آرامگاه اردشیر یکم است، دهلیز بدون دقت و با محور کج (ناموازی با نمای آرامگاه) کنده شده و تقریباً حالت مثلثی دارد که قاعده‌اش ۱۰٫۸۰ متر طول دارد و پهنایش در مرکز ۲٫۵۰ و در گوشهٔ راست ۱٫۳۷ متر و در گوشهٔ چپ ۱٫۴۰ متر می‌باشند؛ ارتفاع دهلیز به ۲٫۸۰ متر می‌رسد. سه اتاقک آرامگاه با دقت بیشتری تراشیده شده و به‌صورت مستطیل است و هرکدام دارای یک قبر می‌باشد.
علت انتساب این آرامگاه به داریوش دوم آن است که پس از آرامگاه اردشیر قرار گرفته و خصوصیات آن را تکرار کرده، بنابراین از لحاظ تاریخی هم پس از آن است. از سوی دیگر شیر شاخداری که بر گوشه‌های اورنگ شاهی نقش شده، پرهای فلس مانندی در پشت گردن و جلو سینه دارد که نمونه‌های آن را فقط در آرامگاه اردشیر دوم و سوم در تخت جمشید می‌بینیم، پس، این آرامگاه اندکی پیش‌تر از آن‌ها تراشیده شده است.